# Фаленопсис Манна
Фаленопсис Манна — епіфітна трав'яниста рослина родини орхідних.
Вид не має усталеної української назви. В україномовних джерелах зазвичай використовується наукова назва Phalaenopsis mannii. 
 Англійська назва — Mann's Phalaenopsis.

## Синоніми
- Phalaenopsis boxalli Rchb.f. 1883
- Polychilos mannii (Rchb.f.) Shim 1982

## Природничі варіації
- Phalaenopsis mannii forma flava (пелюстки жовтого кольору, губа жовта з білим).

## Біологічний опис
Моноподіальний епіфіт середніх розмірів. 
 Стебло укорочене, приховане основами 4-5 листків. Коріння товсте, довге, гладеньке. 

Листя сукулентне, світло-зелене з коричневими плямами найпомітнішими біля основи, вузьке і щільне, довжиною 20-35 см, шириною 4-7 см. 
 Квітконіс китицеподібний або метельчатий, багатоквітковий. Добре розвинені рослини щорічно утворюють до 5 квітконосів. Загальна тривалість цвітіння до 2-3 місяців. 

Квіти в діаметрі близько 4 см, зі слабким ароматом, воскової текстури, зірчастої форми, пелюстки жовті або біло-жовті, поцятковані коричневими плямами різної форми. Губа біла з пурпурно-бузковим, колонка жовта. Квітки тримаються 15-25 днів.

## Ареал, екологічні особливості
Східна частина індійських  Гімалаїв, Ассам, Непал, Бутан, Сіккім, М'янма, південь Китаю і В'єтнам (Cao Bang, Ha Giang, Son La, Thanh Hoa). 
 На стовбурах і гілках дерев у вологих вічнозелених тропічних лісах на висотах від 350 до 1500 метрів над рівнем моря. Віддає перевагу вологі місцеперебування в заплавах струмків та річок. Квітне переважно навесні. 

На більшій частині ареалу виду зима характеризується нижчими температурами і мінімальною кількістю опадів. 

У природі рідкий. Відноситься до числа видів, що охороняються (другий додаток CITES).

## Історія опису

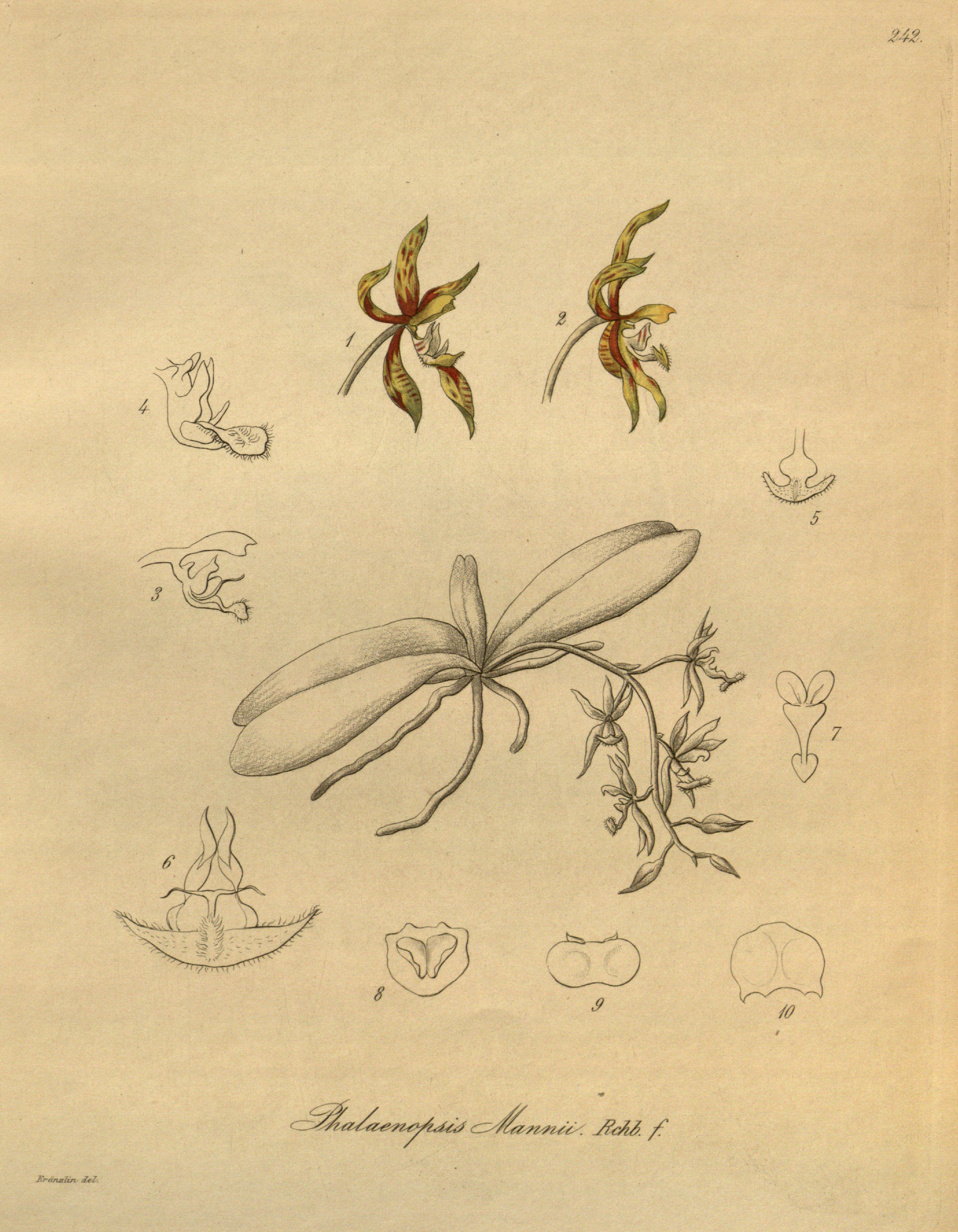
Phalaenopsis mannii (Rchb.f 1871). Ботанічна ілюстрація з книги «Xenia Orchidacea» 1900 р.

Першовідкривачем рослини є німецький колекціонер орхідей Густав Манн, який працював у лісовому департаменті адміністрації Індії. Рослину знайдено в травні 1868 року. 

За гербарних зразків в 1871 році новий вид описав професор  Генріх Райхенбах. Назва рослині дана на честь першовідкривача. 

Пізніше цей вид був виявлений в  Бірмі в районі Бохалл і описаний як Phalaenopsis boxallii. В наш час[коли?] Ph. boxallii вважається синонімом Phalaenopsis mannii.

## У культурі

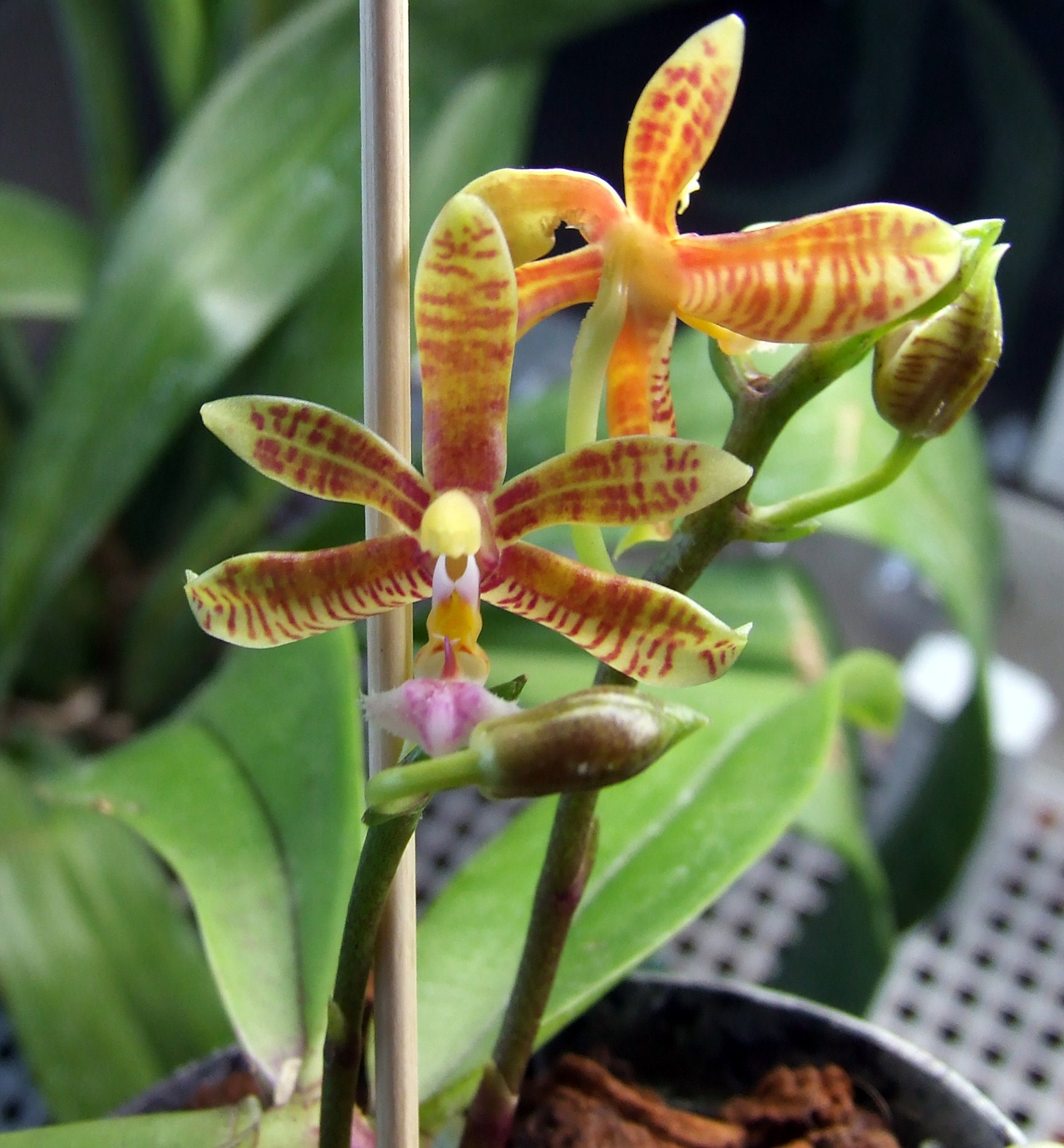

У культурі вважається не складним. Температурна група — від холодної до теплої. У деяких частинах ареалу, зокрема в Гімалаях денні температури влітку від 25 до 30 °C, взимку від 17 до 25 °C. Нічні температури влітку 18-23°C, взимку 7-15°C. В інших частинах ареалу клімат помітно м'якше. Це говорить про значну толерантність виду до температурних умов. 
 Для нормального цвітіння обов'язковий перепад температур день/ніч у 5-10°C.
Вимоги до світла: 800—1000 FC, 8608-10760 lx.
Вираженого періоду спокою не має. Взимку полив і температуру трохи скорочують, що сприяє ряснішому весняного цвітіння.
Загальна інформація про агротехніку у статті Фаленопсис.
Вид використовується в гібридизації.

## Первиннігібриди
- Aurelien — mannii х maculata (Luc Vincent) 1993
- Arnes Ulfers — mannii х lobbii (Johannes Werner) 2003
- Bronze Maiden — schilleriana х mannii (Mrs Lester McCoy) 1964
- Essence Zusan — mannii х lindenii (Shih-Fong Chen) 1996
- Hargianto — mannii х sumatrana (Atmo Kolopaking) 1986
- Hymen — lueddemanniana х mannii (Veitch) 1900
- Isabelle Dream — mannii х wilsonii (Luc Vincent) 1999
- Jazz Man — mannii х javanica (Jones & Scully) 1982
- Linda Cheok — mannii х equestris (Cheok Jiak Kim (Mrs Lester McCoy)) 1964
- Little Green — mannii х gibbosa (Luc Vincent) 2003
- Malacea — violacea х mannii (Fredk. L. Thornton) 1970
- Mambo — amboinensis х mannii (Fredk. L. Thornton) 1965
- Man Force — mannii х floresensis (Hou Tse Liu) 2002
- Manbriata — mannii х fimbriata (Fredk. L. Thornton) 1968
- Mancervi — mannii х cornu-cervi (Fredk. L. Thornton) 1967
- Mannicata — mannii х fuscata (LB Kuhn) 1966
- Manniphil — mannii х philippinensis (Luc Vincent) 2002
- Mannosa — mannii х venosa (Paphanatics UnLtd (Stewart Orchids)) 1991
- Margie Lane — mannii х micholitzii (Fredk. L. Thornton) 1970
- Merryman — mariae х mannii (Dr Henry M Wallbrunn) 1985
- Parma — mannii х parishii (Bertil Norrsell) 1971
- Paul Vincent — mannii х inscriptiosinensis (Luc Vincent) 1999
- Rosie Clouse — gigantea х mannii (Fort Caroline Orchids Inc. (Dr Henry M Wallbrunn)) 1971
- Sandman — mannii х sanderiana (Fredk. L. Thornton) 1967
- Stuartiano-Mannii — mannii х stuartiana (Veitch) 1898
- Thor-Flame — amabilis х mannii (Fredk. L. Thornton (Mrs Lester McCoy)) 1963
- Без назви — mannii х chibae (Hou Tse Liu) 2008